# あっぷる
『あっぷる』は、2004年4月5日から2020年3月20日までNBC長崎放送テレビで放送されていた生放送のローカルワイド番組。

## 概要
主に県内のイベント・行楽・買い物・文化などの情報が中心であるが、県外の情報なども取り扱うこともある。
前身番組の『えぷろん930』（1982年開始）時代を含めると30年以上の歴史があり、県民の認知度も高い。
2009年10月に、長崎市のタウン誌「ながさきプレス」と共同で「あっ!ぷるプレス」というグルメガイドブックを発行した。
2004年4月5日から2014年3月21日までは『あっ!ぷる』のタイトルで放送されていた。2014年3月31日からは『あっぷる』のタイトルで放送されている。
番組開始から2017年3月24日までは平日昼前（月曜 - 金曜 9:55 - 10:50）に放送していたが、2017年3月13日の放送において、同年4月3日から『ひるおび!』（TBS制作）の午前（10:25 - 11:55）を従前の11:30飛び乗りネットからフルネットに移行することと、『あっぷる』も同年4月3日15:54 - 16:53に放送時間を変更することが正式に発表された。その後同年7月31日より、後続番組『Nスタ・第1部』（TBS制作）が3分繰り上げ・拡大となることから、本番組の終了時刻を3分繰り上げた。
2019年4月1日からは放送開始時刻が2分繰り上がり15:52から16:50までの放送となる。
2020年3月16日の放送において、同年3月20日をもって終了することが正式に発表され、16年の歴史に幕を閉じた。後番組として、同年3月30日からは16:50から19:00（月曜のみ18:55）まで2時間10分の生ワイド番組『Pint』がスタートした。

## 放送時間
いずれも日本標準時。春休み、夏休み、年末年始、スポーツ中継、特別番組は放送を休止。
- 月曜 - 金曜 9:55 - 10:50（2004年4月5日 - 2017年3月24日）
- 月曜 - 金曜 15:54 - 16:53（2017年4月3日 - 2017年7月28日）
- 月曜 - 金曜 15:54 - 16:50（2017年7月31日 - 2019年3月22日）
- 月曜 - 金曜 15:52 - 16:50（2019年4月1日 - 2020年3月20日）

## パーソナリティ
- 大倉聡：NBCアナウンサー　2016年4月からはメインパーソナリティ。　2015年3月～
- 染矢すみれ：NBCアナウンサー　2014年4月～
- 岸竜之介：NBCアナウンサー　2019年4月～
- 林田繁和：NBCアナウンサー 元メインパーソナリティ。2017年4月からはきょうのNスタ プラス長崎を務める。　2005年4月～2012年3月　2017年4月～
- 菊野紗史 ：リポーター　2005年4月～2007年3月　2017年4月～
- 力野由起子：リポーター　2011年4月～
- 佐々木良子：リポーター　2013年4月～
- 左右田禎子 ：リポーター　2019年4月～
- 樋口友紀：リポーター　2019年4月～

### かつての在籍者
- 佐藤利恵：元NBCアナウンサーで現在はフリーアナウンサー。NBCを中心に司会等で活動中。　2004年4月～2007年3月
- 友成由紀：元NBCアナウンサー（メインサブキャスター）　村山アナがいない場合はメインキャスターを務める。リポーターとして中継を担当することも多い。　2009年3月～2013年3月
- 村山仁志：NBCアナウンサー メインパーソナリティ。　2012年4月～2014年3月
- 安井成行：元NBCアナウンサー。　2012年4月～2015年3月
- 塚田恵子：元NBCアナウンサー メインパーソナリティ。　2014年4月～2016年3月
- 豊﨑なつき：NBCアナウンサー　2017年4月～2019年2月
- 中野真琴：リポーター
- 松田小百合：リポーター
- 中村麻美：リポーター
- 本宮沙樹：リポーター 2008年4月～2009年3月
- 山口真由：電波チラシ 2001年9月～2008年3月
- 木元千春：電波チラシ 2002年3月～2009年3月
- 河野智樹：気象予報士 （現　報道記者）
- 渡辺舞：リポーター（現　NHK熊本契約キャスター） 2006年4月～2010年3月
- 藤田絵美：リポーター 2007年4月～2010年3月
- 國枝政晃：元NBCアナウンサーで現在は営業部所属（リポーター） 2010年4月～2011年3月
- 石井かなえ：リポーター 2010年4月～2011年3月
- 織田奈津子：リポーター（現CBCゴゴスマリポーター） 2010年4月～2011年3月
- 垣内青那：リポーター　2008年4月～2012年3月
- 幸さえこ：電波チラシ ～2011年9月
- 蒔田千鶴：電波チラシ 2009年4月～2012年3月
- 木村美弥：リポーター　2011年4月～2013年3月
- 庄崎潤子：リポーター　2012年4月～2013年3月
- 橋本あかね：リポーター　2013年4月～2014年3月
- 永井祥子：リポーター　2013年4月～2014年3月
- 荒木美帆：リポーター　2015年3月～2017年3月
- 野口麻里：リポーター　2016年4月～2019年3月
- 谷口亜純：電波チラシ テロップでは谷口あずみとなっている。水曜～金曜の担当。　2008年4月～?
- 上田あゆみ：電波チラシ 月・火曜の担当。　2011年9月～?
- 田中梨菜：電波チラシ 金曜の担当。　2012年9月～?

## 主なコーナー
- 長崎県内からの中継
- 特集：その日のテーマでメイン。内容は様々。
- あっぷるクッキング：（仕込み次第ではあるが）調理時間が5分弱で出来る料理を紹介。
- プレゼントコーナー
- きょうのNスタ プラス長崎
- あっぷる長崎弁講座

## 過去のコーナー
あっ!ぷるクイズ 
- 2006年4月より電話投票から葉書の応募へと切り替わった。1回の応募で1週間分の抽選権利が発生する。
- 正解時の賞金は1万円。不正解時は商品となる。
- クイズの挑戦者は毎日1名のみ。その日の番組内容を基にした3択クイズ。従って当選者が最初から番組を見ていれば、高確率で賞金獲得となる。
- 不正解もしくは当選者が電話に出なかった場合、賞金は翌日へキャリーオーバーされる。不正解続きで賞金が5万円を超えることもある。このシステムが好評であるが、1週間単位で、金曜日に不正解の場合は、1万円に戻される。
- 当選者は5回コール以内に出なければならない。出ない場合一度掛け直しとなるが、この場合は3回コール以内に出なければならない。
- 2006年8月より「合言葉」が登場。当選者はまず合言葉を答え、クイズへ挑戦する形式になった。合言葉が番組の冒頭に発表されることもあり、キャリーオーバーが増加中、現在は週替わりである。
- 放送当日のみFAXまたは『あっ!ぷる』のホームページからも応募できる。この場合は10:20まで応募可能であり、合言葉を書き込んでの応募となる。葉書かFAX・WEBのどちらから抽選になるかは当日のルーレットで決まる。

 今日のつぶやき 
- スタジオの誰か一人がネタを話す。持ち時間は10秒程。

 元祖月曜市場 　
- 長崎県内の市場から中継していた。

 あっぷるゲーム 

## 関連番組
- あっぷる先出し中継8分1本勝負!（金曜 9:55 - 10:05）
- Nスタ プラス長崎（月曜 - 金曜 18:15 - 18:55）